# Raszówek
Raszówek – wieś w Polsce, położona w województwie małopolskim, w powiecie miechowskim, w gminie Słaboszów.
| SIMC    | Nazwa           | Rodzaj    |
| ------- | --------------- | --------- |
| 0268582 | Góry Raszowskie | część wsi |
| 0268599 | Zadworze        | część wsi |

W latach 1975–1998 miejscowość administracyjnie należała do województwa kieleckiego.